# Luiz Antonio Rivetti
Dr. Luiz Antonio Rivetti é um médico cardiologista e professor da Faculdade de Ciências Médicas da Irmandade Santa Casa de São Paulo. É inventor de uma técnica cirúrgica, publicada no periódico The Annals of Thoracic Surgery, que utiliza um tubo flexível polimérico acoplado à artéria coronária, que eliminou a necessidade de circulação extra-corpórea em cirurgias cardiovasculares, mantendo o miocárdio em atividade durante o procedimento. Esta técnica reduziu significativamente os riscos de embolia, coagulação sanguínea e enzimas adversas presentes na circulação extra-corpórea, além de proporcionar recuperação mais rápida do paciente após o ato cirúrgico e reduzir a taxa de mortalidade.
Faz parte do corpo clínico do departamento de cirurgia da Santa Casa de São Paulo. É citado na página da Associação Brasileira dos Residentes de Cirurgia Cardiovascular no quadro de cirurgiões que fazem parte da história da cirurgia cardíaca no Brasil. 